# Objaw Goldflama
Objaw Goldflama – w badaniu fizykalnym wywoływany przez uderzanie pięści badającego w grzbiet drugiej rozwartej ręki, przyłożonej w okolicy kąta kręgosłupowo-żebrowego. Prawidłowo wstrząsanie tej okolicy nie wywołuje bólu. Pojawiający się ostry ból stanowi dodatni objaw Goldflama i sugeruje ostry proces zapalny nerki po stronie badanej. Objaw opisał jako pierwszy polski neurolog Samuel Goldflam.
We Włoszech ten test nazywany jest manewr Giordano (wł. manovra di Giordano), a po angielsku uderzenie Murphy'ego lub uderzenie nerkowe (ang. Murphy's punch, kidney punch).